# NGC 4661
NGC 4661 é uma galáxia elíptica (E-S0) localizada na direcção da constelação de Centaurus. Possui uma declinação de -40° 49' 28" e uma ascensão recta de 12 horas, 45 minutos e 14,9 segundos.
A galáxia NGC 4661 foi descoberta em 5 de Junho de 1834 por John Herschel.